# Marguerite Piazza
Marguerite Piazza (New Orleans, 6 maggio 1920 – Memphis, 2 agosto 2012) è stata un soprano e filantropa statunitense.

## Biografia
Marguerite Clair Lucille nacque nel 1920 da Albert William Luft, Jr. (1897–12 settembre 1923) e da Margherita Piazza (1900–1958), che si erano sposati il 24 gennaio 1917. Dieci anni più tardi, la madre si sposò in seconde nozze con Reuben Davis Breland dal quale Marguerite ereditò il cognome.
Nel 1940, completò il Loyola University of the South's College of Music, per iscriversi alla Louisiana State University, dove fu studentessa del baritono Pasquale Amato.
Nel 1944, entrò a far parte della New York City Opera, come la più giovane fa i membri della compagnia. Il suo primo ruolo fu la parte di Nedda nell'opera Pagliacci, cui seguirono nelle stagioni successive il ruolo di Musetta in La bohème, una parte in Der Zigeunerbaron, Donna Elvira nel Don Giovanni (nella versione di Theodore Komisarjevsky) e il ruolo di protagonista in Amelia al ballo, la prima apparizione con la New Orleans Opera in Martha (portato in scena nel '45), la parte di Gretel in Hänsel e Gretel, nonché il ruolo da protagonista in Il segreto di Susanna.
Nel 1950, debuttò a Broadway in Happy as Larry, con la sceneggiatura di Alexander Calder e la regia di Burgess Meredith impegnata anche nel ruolo di protagonista. Ottenne così un ingaggio di quattro anni nel cast del programma TV Your Show of Shows, in onda sulla NBC con Sid Caesar e Imogene Coca. Nel '51, esordì al Metropolitan Opera nel ruolo di Rosalinde von Eisenstein in Il pipistrello.
Finiti gli anni dello spettacolo alla NBC, iniziò un periodo di oblio nel quale si guadagnò da vivere come organizzatrice di serate a evento e intrattenitrice nei locali notturni di New York. Gli archivi della Loyola University di New Orleans conservano parte della documentazione biografica di Marguerite Piazza.

Negli anni Cinquanta, promosse l'immagine pubblica delle sigarette Camel anche con brani come Smoke Gets in Your Eyes Nel '71, fu premiata dal presidente Nixon per aver subito tre interventi per un melanoma e aver vinto un cancro uterino che la afflisse per tutti gli anni '70.
Su consiglio dell'amico e collega Armando Agnini, nella vita professionale adottò il nome da nubile della madre (Piazza). Si sposò quattro volte dopo essere rimasta vedova tre volte, con un divorzio alle spalle. Ebbe sei figli, di cui uno morì suicida.
Si spense il 2 agosto 2012 a Memphis all'età di novantadue anni, a seguito di un'insufficienza cardiaca congestizia, dopo essere sopravvissuta ai suoi cinque figli e alla sua famiglia allargata.

## Filantropia
Nel corso della sua vita, si prestò più volte a eventi per la raccolta fondi a favore dell'ospedale pediatrico St. Jude Children's Research Hospital di Memphis, specializzato nella cura dei bambini malati di cancro e leucemia. Cantò l'inno nazionale statunitense in almeno sette edizioni annuali del Liberty Bowl, una competizione di college football che ha luogo nel dicembre di ogni anno a partire dal '59.
Ogni anno organizzò il Marguerite Piazza Gala a favore di varie organizzazioni benefiche, per il quale il 15 gennaio 1973 la Willis Music Company le dedicò il disco Christmas Singol Along Party.
Nel 2016 fu la prima cantante lirica ad inserita nella Memphis Music Hall of Fame.